# Каинджи (национальный парк)
Каинджи (англ. Kainji National Park) — национальный парк в Нигерии.
Каинджи был образован в 1978 году у одноимённого озера. В настоящее время национальный парк располагается на территории штатов Квара и Нигер, его площадь составляет 5341 км².
Национальный парк Каинджи делится на три части — часть озера Каинджи с побережьем, где запрещены охота и рыбалка, и два охотничьих резервата, Боргу на западе и Зугурма на юго-востоке, где возможен лимитированный отстрел. Однако, из-за сложной обстановки в Северной Нигерии, с 2021 года прекращено обслуживание Каинджи, а также двух других национальных парков — Каинджи и Бассейн Чада.
Ландшафт парка — типичная саванна с участками леса, у озера Каинджи встречаются болота. Климат тропический с выраженным сухим сезоном.
Флора саванны представлена Burkea africana, терминалией и Detarium. Также распространены паркия (Parkia biglobosa), ши и афзелия африканская. На территории парка зарегистрировано 65 видов млекопитающих, около 350 видов птиц и 30 видов рептилий и амфибий. Фауна включает львов, леопардов, слонов, антилоп, варанов, медоедов. В озере и на берегах встречаются гиппопотам, нильский и узкорылый крокодилы, в водах — ламантины.